# Nicolò Consolini
Nicolò Consolini (Bologna, 22 dicembre 1984) è un ex calciatore italiano, di ruolo terzino.

## Carriera

### Club
Cresce nelle giovanili del Bologna, dove conquista il titolo nel Campionato Allievi Nazionali nella stagione 2000-2001.
Non trova spazio in prima squadra, e l'esperienza nella squadra della sua città si conclude con una sola presenza in Coppa Italia.
Nella stagione 2004-2005 passa al Sassuolo, dove contribuisce alla scalata dalla Serie C2 alla Serie B, categoria alla quale la società emiliana non aveva partecipato in precedenza. Al termine della stagione 2011-2012 rimane svincolato.
Il 28 dicembre 2012 viene presentato dalla nuova società Cesena che lo tessera fino alla fine della stagione 2012-2013.
Dopo 20 presenze, il 30 maggio 2013 rinnova il contratto fino al 30 giugno 2014 con il Cesena.

## Palmarès

### Competizioni giovanili
- Campionato Allievi Nazionali: 1

Bologna: 2000-2001

### Competizioni nazionali
- Campionato italiano Serie C1: 1

Sassuolo: 2007-2008
- Supercoppa di Lega di Serie C1: 1

Sassuolo: 2008